# Stenurella lindbergi
Stenurella lindbergi là một loài bọ cánh cứng trong họ Cerambycidae.